# قدرات غير عادية (فلم)
قدرات غير عادية هو فيلم مصري عرض عام 2015، بطولة خالد أبو النجا ونجلاء بدر، تأليف وإخراج داود عبد السيد.

## قصة الفيلم
تدور قصة الفيلم حول (يحيى) الذي يفشل بحثه العلمي عن القدرات غير العادية في البشر ، ويُجبر على أخذ إجازة من عمله وحياته المعتادة سارحًا بلا هدف، يستقر في بنسيون على البحر تسكنه مجموعة من الشخصيات الطريفة، حيث تنمو علاقة حميمية بينه وبين صاحبة البنسيون، ويتقرب من ابنتها الصغيرة ذات الكاريزما القوية ، ويعتقد (يحيى) أنه قد عثر على السحر الذي طالما بحث عنه، حيث يبدو أنه يوجد شيء غير عادي بداخل كل منهم، وربما بداخله هو أيضًا.

## طاقم التمثيل
- خالد أبو النجا: (يحيى المنقبادي)
- نجلاء بدر: (حياة)
- محمود الجندي: (الشيخ رجب)
- عباس أبو الحسن: (عمر البنهاوي)
- حسن كامي: (رامز شريف)
- أحمد كمال: (راجي)
- أكرم الشرقاوي: (أنطونيو)
- إيهاب أيوب: (حبيب الله)
- سامي مغاوري: (شيخ الطريقة)
- ياسر علي ماهر: (دكتور الجامعة)
- مريم تامر: (الطفلة فريدة)
- نجلاء يونس: (الممرضة)
- محمد صالح: (عازف البيانو)
- السيد حبشي: (البقال)
- عمرو وشاحي: (زوج حياة)
- سارة أحمد: (صديقة الطفلة)
- محمد شوقي: (المخبر المراقب)
- محمد حجاج: (المشتري السلفي)
- ريم حجاب: (بانتومايم السيرك)
- بسنت سلامة: (فتاة الكافيه)
- محمد درويش: (ظابط المباحث)
- محمد عبد الفتاح كالابالا: (مهرج السيرك)
- محمد حسني: (رجل المقهى)

## وصلات خارجية
- صفحة الفيلم على موقع السينما